# Wahlen in Sambia 2021
Am 12. August 2021 fanden Wahlen in Sambia statt. Gewählt wurden der Präsident und die Nationalversammlung Sambias. Die Präsidentschaftswahl wurde vom Oppositionskandidaten Hakainde Hichilema gegenüber dem bisherigen Amtsinhaber Edgar Lungu gewonnen. In der Nationalversammlung errang die United Party for National Development (UPND), die Partei Hichilemas, die absolute Mandatsmehrheit.

## Vorgeschichte
Die letzten allgemeinen Wahlen fanden im Jahr 2016 statt. Damals standen sich bei der Präsidentschaftswahl zwei Kandidaten gegenüber: Amtsinhaber Edgar Lungu von der Patriotic Front (PF) und Hakainde Hichilema von der United Party for National Development (UPND). Die Präsidentschaftswahl 2016 wurde sehr knapp mit 50,35 % gegenüber 47,63 % vom PF-Kandidaten Lungu gewonnen. Nach Bekanntgabe des Wahlergebnisses 2016 durch die Wahlkommission Sambias erhob die unterlegene UPND Einspruch beim Verfassungsgericht Sambias wegen vermeintlicher Unregelmäßigkeiten und Verstößen gegen die Wahlordnung und forderte die Annullierung des Wahlergebnisses. Letztlich war sie damit jedoch erfolglos. Am 13. September 2016 wurde Lungu als Präsident vereidigt und amtierte die folgenden knapp fünf Jahre. Die Rivalität zwischen Lungu und Hichilema schwelte während dieser Zeit weiter und Hichilema wollte Lungu weiterhin nicht als legitimen Präsidenten anerkennen. Im April 2017 wurde Hichilema verhaftet und des Hochverrats angeklagt, nachdem sein Autokonvoi am 8./9. April 2017 dem Konvoi des Präsidenten nicht ausreichend Platz gemacht und damit nach Ansicht der Ankläger das Leben des Präsidenten gefährdet hatte. Nach Vermittlung durch die Commonwealth-Sekretärin Patricia Scotland wurde die Anklage fallengelassen und Hichilema nach 100 Tagen Haft wieder freigelassen. Nach einer Serie von Brandanschlägen wurde am 11. Juni 2017 ein 90-tägiger Ausnahmezustand verhängt. Die 48 UPND-Abgeordneten, die aus Protest die Abstimmung darüber und die Ansprache von Präsident Lungu vor der Nationalversammlung boykottiert hatten, wurden zeitweilig suspendiert. Diese und andere Aktionen brachten Präsident Lungu bei der Opposition im Inland und bei ausländischen Beobachtern den Ruf des Autoritarismus ein. Ihm wurde eine zunehmende Unterdrückung der Meinungs- und Pressefreiheit vorgeworfen. Die US-amerikanische Nichtregierungsorganisation Freedom House attestierte Sambia in ihrem Jahresbericht 2017 einen Verlust an Demokratie, und die Menschenrechtsorganisation Amnesty International sprach in einer Pressemitteilung vom Juni 2021 von einer zunehmenden Repression und Unterdrückung missliebiger Meinungen, die Sambia „an den Rand einer Menschenrechtskrise“ gebracht hätten.
Am 12. Juni 2020 setzte die Wahlkommission Sambias das Datum für die kommende Wahl des Präsidenten und der Nationalversammlung auf den 12. August 2021 fest. Die Wählerregistrierung fand vom 9. November 2020 bis 20. Dezember 2020 statt. Im Gegensatz zu früheren Verfahren mussten sich dieses Mal nicht nur die Neu- und Erstwähler, sondern alle Wahlwilligen neu registrieren lassen, um wählen zu können. Der relativ kurze Zeitraum von 38 Tagen und das Fehlen eines unabhängigen Audits des neuen Wahlregisters riefen Kritik hervor. Bei der Revision der Wahlregister wurden unter anderem 1,4 Millionen Wähler, die mittlerweile verstorben waren, aus dem Register entfernt, das danach 7.023.499 Wähler enthielt, entsprechend 83,2 Prozent der Wahlberechtigten. Vom 10. bis 14. Mai 2021 konnten Kandidaten nominiert werden und die offizielle Wahlkampfperiode dauerte vom 14. Mai 2021 bis zum 11. August 2021.

## Kandidaten und Parteien

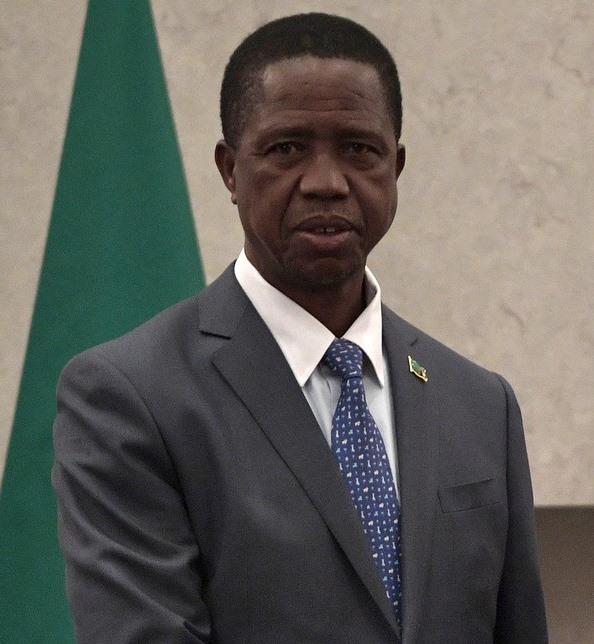
Amtsinhaber Edgar Lungu (2018)

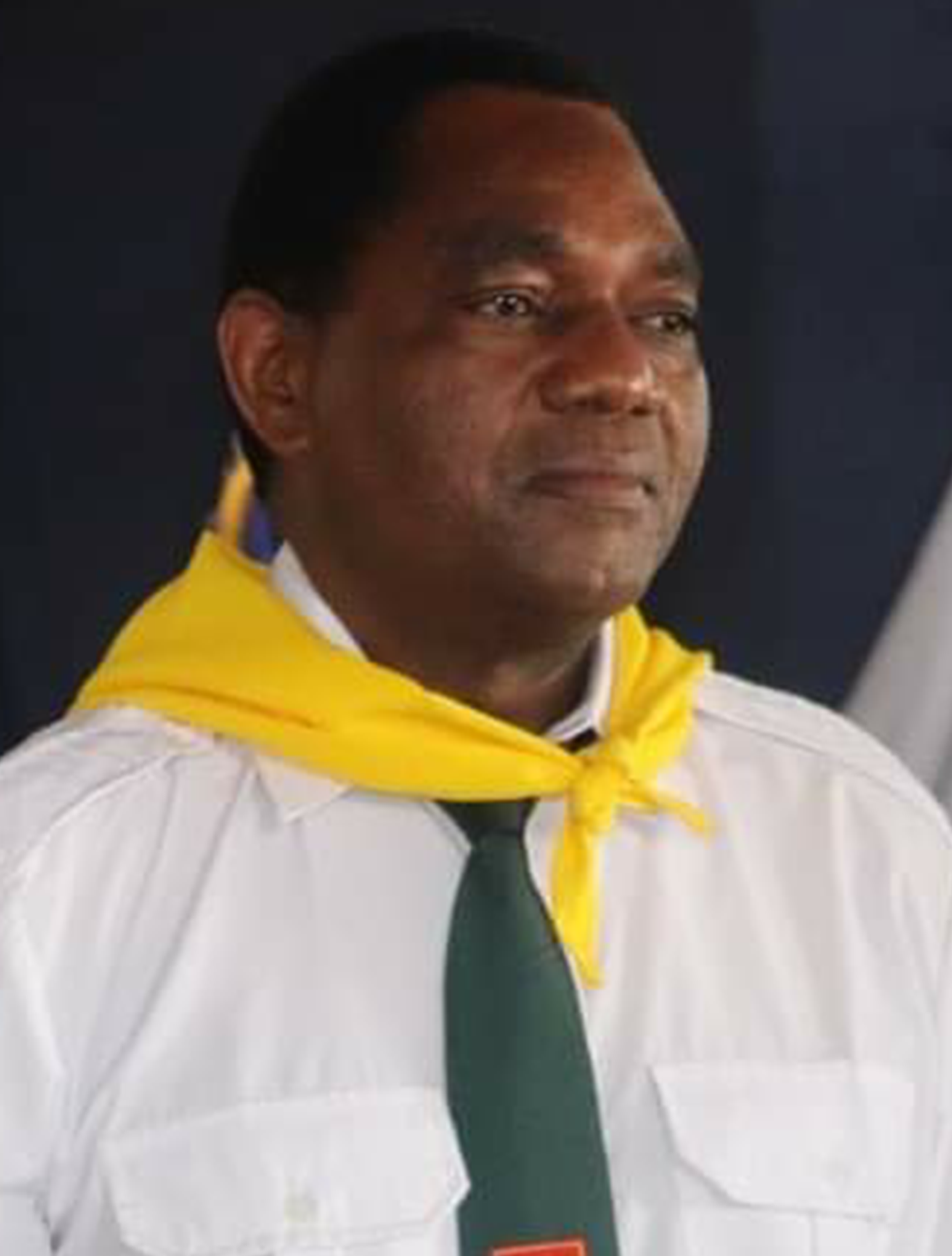
Oppositionskandidat Hakainde Hichilema

Insgesamt bewarben sich 16 Kandidaten (mit Chishala Kateka als einziger Frau) um das Präsidentenamt, darunter Amtsinhaber Edgar Lungu und Haupt-Oppositionsführer Hakainde Hichilema. Von den 16 Bewerbern wurden jedoch nur Lungu und Hichilema ernsthafte Chancen eingeräumt. Für Hichilema, der durch ein Bündnis von 10 Parteien unterstützt wurde, war die Wahl der sechste Anlauf – er hatte bereits bei den Wahlen 2006, 2008, 2011, 2015 sowie 2016 kandidiert.
| Kandidat und Vize                                   | Unterstützende Partei                            |
| --------------------------------------------------- | ------------------------------------------------ |
| Kandidat: Harry Kalaba Vize: Judith Kabemba         | Democratic Party (DP)                            |
| Kandidat: Kasonde Mwenda Vize: Changala Siame       | Economic Freedom Fighters (EFF)                  |
| Kandidat: Richard Silumbe Vize: Kaela Kamweneshe    | Leadership Movement (LM)                         |
| Kandidat: Nevers Sekwila Mumba Vize: Reuben Sambo   | Movement for Multi-Party Democracy (MMD)         |
| Kandidat: Stephen Nyirenda Vize: Lucy Changwe       | National Restoration Party (NAREP)               |
| Kandidat: Chishala Kateka Vize: Samuel Kasanka      | New Heritage Party (NHP)                         |
| Kandidat: Andyford Mayele Banda Vize: Gerald Mulao  | People’s Alliance for Change (PAC)               |
| Kandidat: Sean Enock Tembo Vize: Henry Muleya       | Patriots for Economic Progress (PEP)             |
| Kandidat: Edgar Chagwa Lungu Vize: Nkandu Luo       | Patriotic Front (PF)                             |
| Kandidat: Highvie Hamududu Vize: Kasote Singogo     | Party of National Unity and Progress (PNUP)      |
| Kandidat: Dr Fred M’membe Vize: Dr Cosmas Musumali  | Socialist Party (SP)                             |
| Kandidat: Enock Tonga Vize: Bright Chomba           | Third Liberation Movement (TLM)                  |
| Kandidat: Bischof Trevor Mwamba Vize: John Harawa   | United National Independence Party (UNIP)        |
| Kandidat: Hakainde Hichilema Vize: Mutale Nalumango | United Party for National Development (UPND)     |
| Kandidat: Charles Chanda Vize: Simon Mbulu          | United Prosperous and Peaceful Zambia (UPPZ)     |
| Kandidat: Lazarus Chisela Vize: Rosemary Chivumba   | Zambia United for Sustainable Development (ZUSD) |

In den Wahlkreisen stellten 21 politische Parteien insgesamt 657 Kandidaten auf. Hinzu kamen 200 parteilose Kandidaten. 21,1 % der Kandidaten waren Frauen.

## Wahlkampf
Der Wahlkampf wurde von zwei Themen dominiert, der Wirtschaftskrise und – damit unmittelbar zusammenhängend – den Auswirkungen der COVID-19-Pandemie in Sambia.

### Wirtschaftskrise
Hauptthema des Wahlkampfes war die wirtschaftliche Lage Sambias. Die Wirtschaft Sambias ist sehr stark vom Kupferbergbau und der damit zusammenhängenden Industrie geprägt. Das Land ist nach der Demokratischen Republik Kongo der zweitgrößte Kupferproduzent Afrikas und der achtgrößte der Welt. Der Einbruch des weltweiten Kupferpreises nach 2011 nach einer vorangegangenen, mehrere Jahre dauernden Hochphase führte zu einer wirtschaftlichen Krise. Zwischen 2011 und 2018 stieg die Staatsverschuldung Sambias von 22 auf 56 Prozent des Bruttoinlandsprodukts und im Jahr 2019 mussten 30 % des Staatshaushaltes für den Schuldendienst aufgewandt werden. Im Oktober 2020 musste Sambia seine weltweiten Gläubiger um Zahlungsaufschub bitten und stand damit kurz vor dem Staatsbankrott. Am 14. November 2020, nach zwei nicht bedienten Kreditmargen, galt das Land als zahlungsunfähig und war damit das erste Land Afrikas, das im Gefolge der Coronavirus-bedingten globalen Wirtschaftskrise dieses Schicksal erlitt.
Durch das schwindende Vertrauen in die wirtschaftliche Leistungsfähigkeit Sambias wurde auch die Inflationsrate angeheizt. Diese lag im Juni 2021 mit 24 Prozent bei einem 10-Jahres-Hoch. Etwa 60 % der Bevölkerung Sambias lebten im Jahr 2019 unterhalb der durch die Weltbank definierten Armutsgrenze.

### COVID-19-Pandemie
Die wirtschaftliche Krise wurde durch die COVID-19-Pandemie zusätzlich verschärft. Im März 2020 wurden die ersten Fälle in Sambia registriert. Die Regierung unter Präsident Edgar Lungu verordnete daraufhin einen Lockdown, ließ alle Schulen und Universitäten schließen und untersagte öffentliche Veranstaltungen mit mehr als 50 Personen. Internationale Flüge waren nur noch vom Flughafen Lusaka aus möglich. Nach und nach wurden in den folgenden Monaten die Schulen wieder geöffnet und die übrigen Maßnahmen gelockert. Durch die Einschränkungen litt auch der informelle Sektor der Wirtschaft, in dem nach Schätzungen etwa 70 % der Arbeitnehmer beschäftigt waren. Mehr als ein Drittel der Haushalte erlitten Einkommenseinbußen, wobei eine staatliche Unterstützung die Ausnahme war. Trotzdem äußerte in Meinungsumfragen eine Mehrheit der Befragten Verständnis für die Regierungsmaßnahmen, wenn auch kritisiert wurde, dass die Lasten ungerecht verteilt seien.

### Auseinandersetzungen im Wahlkampf
Der Wahlkampf spielte sich überwiegend zwischen der regierenden Patriotic Front (PF) und der United Party for National Development (UPND) ab. Von den kleineren Parteien waren die Socialist Party (SP) und Democratic Party (DP) die wichtigsten. Der Wahlkampf wurde durch eine Beobachtermission der Europäischen Union begleitet. In ihrer vorläufigen Stellungnahme am 16. August 2021 charakterisierte diese die Wahlen als „technisch gut durchgeführt, aber beeinträchtigt durch ungleiche Wahlkampfbedingungen, Einschränkungen der Versammlungs- und Bewegungsfreiheit und Amtsmissbrauch“. Staatliche Stellen hätten zum Teil willkürlich gesetzliche Bestimmungen angewandt, um Oppositionskandidaten in ihren Aktivitäten zu behindern. Die herrschende Partei hätte die Staatsmedien und einen großen Teil der privaten Medien für die Wahlkampfkampagne des Präsidenten instrumentalisiert. Kritisiert wurde, dass die COVID-19-Beschränkungen seitens der staatlichen Stellen willkürlich zuungunsten der Opposition ausgelegt wurden, die damit in ihrem Wahlkampf behindert wurde. Während der Wahlkampfperiode kam es wiederholt zu gewalttätigen Auseinandersetzungen zwischen Anhängern von PF und UPND. Am 15. Juni 2021 suspendierte die Wahlkommission den Wahlkampf in den Distrikten Lusaka, Mpulungu, Nakonde und Namwala wegen anhaltender Unruhen. Nachdem es mehrere Tote bei politischen Auseinandersetzungen gegeben hatte, ließ Präsident Lungu ab dem 1. August 2021 Armeeeinheiten in den Unruhegebieten stationieren, was von der Opposition als Einschüchterungsversuch gewertet wurde.

## Wahlmodus
Für die Wahl zur Nationalversammlung war Sambia in 156 Wahlkreise eingeteilt, in denen jeweils ein Kandidat nach relativem Mehrheitswahlrecht gewählt wurde. Die Wahlkreisneueinteilung war im Jahr 2016 durch die Wahlkommission Sambias durchgeführt worden, wobei sich die Zahl der Wahlkreise von zuvor 150 auf 156 erhöht hatte. Die Wahlkreise wurden neu nummeriert und sechs neue Wahlkreise wurden geschaffen: 13-Lufubu (Zentralprovinz), 53-Kapoche (Ostprovinz), 56-Chembe (Luapula), 72-Cherundu (Lusaka), 151-Nkeyema und 156-Sioma (beide Westprovinz).
im Jahr 2019 begann die Abgrenzungskommission mit Vorarbeiten zur Neuabgrenzung der Wahlkreise für die anstehenden Wahlen 2021. Allerdings wurde im Verlauf der Abgrenzung deutlich, dass für die Schaffung neuer Wahlkreise eine Verfassungsänderung erforderlich war, da die Zahl der Wahlkreise seit 2016 in Verfassungsartikel 68 (2) bei 156 festgeschrieben war. Die Wahlkreise blieben daher identisch zu denen der Wahl 2016. Lediglich die drei Wahlkreise Mpika, Kanchibiya und Lavushimanda in der Provinz Muchinga wurden im März 2021 an die neuen Bezirksgrenzen angepasst.
Für die Wahl zum Präsidenten war die absolute Mehrheit der gültigen Stimme erforderlich. Wurde diese verfehlt, war innerhalb von 37 Tagen eine Stichwahl zwischen den beiden bestplatzierten Kandidaten abzuhalten.

## Ergebnisse

### Präsidentschaftswahl

Wahlkreismehrheiten bei der Präsidentschaftswahl

Die Präsidentschaftswahl wurde mit 59,02 % der Stimmen deutlich von Hakainde Hichilema gewonnen. Wie schon bei der letzten Wahl 2016 war Hichilema vor allem im Westteil des Landes erfolgreich. Im Unterschied zu 2016 konnte er dieses Mal auch die Mehrheit in der Provinz Copperbelt erzielen.
Die Wahlbeteiligung betrug 70,61 % (4.959.332 Stimmen von 7.023.499 registrierten Wählern). 126.569 Stimmen (2,6 %) waren ungültig.
| Kandidat           | Partei | Stimmen   | Prozent  |
| ------------------ | ------ | --------- | -------- |
| Hakainde Hichilema | UPND   | 2.852.348 | 59,02 %  |
| Edgar Lungu        | PF     | 1.870.780 | 38,71 %  |
| Harry Kalaba       | DP     | 25.231    | 0,52 %   |
| Andyford Banda     | PAC    | 19.937    | 0,41 %   |
| Fred M’membe       | SP     | 16.644    | 0,34 %   |
| Highvie Hamududu   | PNUP   | 10.480    | 0,22 %   |
| Chishala Kateka    | NHP    | 8.169     | 0,17 %   |
| Charles Chanda     | UPPZ   | 6.543     | 0,14 %   |
| Lazarus Chisela    | ZUSD   | 5.253     | 0,11 %   |
| Nevers Mumba       | MMD    | 4.968     | 0,10 %   |
| Enock Tonga        | 3rd LM | 3.112     | 0,06 %   |
| Musonda Mwamba     | UNIP   | 3.036     | 0,06 %   |
| Sean Tembo         | PEP    | 1.813     | 0,04 %   |
| Stephen Nyirenda   | NAREP  | 1.808     | 0,04 %   |
| Kasonde Mwenda     | EFF    | 1.345     | 0,03 %   |
| Richard Silumbe    | LM     | 1.296     | 0,03 %   |
| Gesamt             | Gesamt | 4.832.763 | 100,00 % |

### Wahl zur Nationalversammlung

Wahlkreisgewinner bei der Wahl zur Nationalversammlung

Bis zum 22. August 2021 waren 155 der 156 Wahlkreise ausgezählt. Die Wahl im Wahlkreis Kaumbwe musste verschoben werden, nachdem der UPND-Kandidat am 21. Juli 2021 verstorben war. 13 Wahlkreise gingen an unabhängige Kandidaten, 59 an Kandidaten der PF, 82 an Kandidaten der UPND und einer an einen PNUP-Kandidaten. Eine Nachwahl für den Wahlkreis Kaumbwe wurde für den 21. Oktober 2021 angesetzt. Die Wahl in Kaumbwe gewann der PF-Kandidat.
| Partei | Partei                                       | Mandate | in %    | Änderung zu 2016 |
| ------ | -------------------------------------------- | ------- | ------- | ---------------- |
|        | United Party for National Development (UPND) | 082     | 052,6 % | ▲22              |
|        | Patriotic Front (PF)                         | 060     | 038,5 % | ▼20              |
|        | Party of National Unity and Progress (PNUP)  | 01      | 00,6 %  | (neu)            |
|        | Unabhängige (IND)                            | 013     | 08,3 %  | ▼1               |
| Gesamt | Gesamt                                       | 156     | 100,0 % | –                |

Unter den Gewählten befanden sich 20 Frauen (12,9 %).

## Reaktionen und Analysen
Nachdem die Wahlbehörden Ergebnisse bekanntgaben, die einen Wahlsieg Hichilemas nahelegten, räumte Präsident Lungu in einer Fernsehansprache die Niederlage ein, gratulierte dem Wahlsieger und sagte eine reibungslose Machtübergabe zu. Er erklärte aber auch, dass die Wahl „nicht frei und fair“ abgelaufen sei. Insbesondere in der Süd-, Nord- und Westprovinz hätten Gewalttätigkeiten die Wahl in eine „Nichtigkeit“ („a nullity“) verwandelt. Hichilema bezeichnete daraufhin die Äußerung Lungus als einen „Akt der Verzweiflung einer abgewählten Regierung“.
Wie auch 2016 zeigten sich bei der Wahl ethnische Trennlinien. Lungu konnte vor allem im Bemba-sprechenden Norden und im Chewa (Nyanja)-sprechenden Osten Stimmen holen, während Hichilema vor allem im Tonga-sprechende Süden und Lozi-sprechenden Westen erfolgreich war.
Die friedliche Übergabe der politischen Macht wurde weltweit mit Anerkennung kommentiert. Sambia sei, so ein Kommentar, zusammen mit Malawi das einzige Land weltweit, das sich während der Pandemie mehr in Richtung Demokratie bewegt habe.
Bei Hichilemas Amtseinführung am 24. August 2021 waren fünf Staatsoberhäupter aus dem südlichen und östlichen Afrika zugegen: Cyril Ramaphosa (Südafrika), Lazarus Chakwera (Malawi), Mokgweetsi Masisi (Botswana), Emmerson Mnangagwa (Simbabwe) und Samia Suluhu Hassan (Tansania). Hichilema hatte außerdem auch Oppositionsführer aus verschiedenen afrikanischen Staaten eingeladen.